# Кеннеди, Питер
Майкл Эдвард «Питер» Кеннеди III (англ. Michael Edward "Peter" Kennedy III; род. 4 сентября 1927, Олимпия) — американский фигурист, выступавший в парном катании. В паре с сестрой Кэрол Кеннеди — серебряный призёр зимних Олимпийских игр 1952, чемпион мира 1950 года, пятикратный чемпион США (1948—1952) и двукратный победитель чемпионатов Северной Америки (1949, 1951).
Питер и Кэрол Кеннеди были ведущей американской спортивной парой в фигурном катании в послевоенный период. В 1950 году они стали первыми фигуристами из США, которым удалось завоевать титул чемпионов мира в парном разряде. На протяжении следующих 29 лет их достижение оставалось недосягаемым. В 1952 году, в результате разразившегося конфликта с фотокорреспондентом на чемпионате мира в Париже, Питер Кеннеди был пожизненно отстранён от соревнований Ассоциацией фигурного катания США и Международным союзом конькобежцев, что фактически положило конец карьере пары. Впоследствии Питер занялся лыжным спортом: вёл соревновательную и предпринимательскую деятельность.
В средствах массовой информации фигуристы получили прозвище The Kennedy Kids.

## Биография
Родился 4 сентября 1927 года в американском городе Олимпия, Вашингтон. Был крещён как Майкл Эдвард Кеннеди (англ. Michael Edward Kennedy), однако один из родственников, взглянув на него, воскликнул: «Это же Питер!», и с тех пор это имя закрепилось за ним на всю жизнь. До 20 лет получил экономическое образование в Колорадском колледже и Вашингтонском университете. В 1957 году женился на Салли Моффитт. У супругов трое детей — сын и две дочери, которых они вырастили на Мерсер-Айленде, Вашингтон.

## Соревновательная карьера в фигурном катании
Питер Кеннеди вместе со своей сестрой Кэрол начали кататься вместе на катке в Олимпии, когда ему было 12, а ей — 8 лет. С самого начала они произвели впечатление на тренера своим талантом, за пределами школы они в основном только участвовали в соревнованиях. Родители оказывали им большую поддержку. Отец Майкл работал стоматологом, а мать Клариса — занималась дизайном костюмов. Тренировки контролировал отец. Чтобы обеспечить детям возможность профессионально заниматься фигурным катанием, ему приходилось идти на значительные финансовые жертвы: он продал дом, заложил яхту, а также сменил рабочее место на менее просторное. Когда каток, на котором Питер и Кэрол постоянно тренировались, оказался под угрозой закрытия, Майклу Кеннеди пришлось его выкупить. Впоследствии, незадолго до своей смерти в середине 1970-х годов, в разговоре со спортивным журналистом он сказал, что занятие его детей фигурным катанием обошлось ему более чем в 50 тыс. долларов.
На момент, когда Питеру исполнилось 16 лет, семья переехала в Сиэтл, чтобы он и его сестра были ближе к тренеру. Такой шаг принёс большие плоды. Уже будучи серебряными призёрами чемпионата США, они дебютировали на мировом первенстве 1947 года, где заняли второе место, уступив бельгийцам Мишлин Ланнуа и Пьеру Бонье. В том же сезоне они завоевали первую медаль на чемпионате Северной Америки — бронзу.
В начале олимпийского сезона 1948 года Питер и Кэрол Кеннеди впервые в карьере выиграли национальный чемпионат, и впоследствии удерживали титул чемпионов страны вплоть до 1952 года, одержав 5 побед подряд. Результат выступления на Олимпийских играх 1948 года в Санкт-Морице оказался менее удачным: пара завершила соревнование на 6 месте. Кэрол Кеннеди на тот момент испытывала сильнейшие боли в спине, отдающие в ногу и приводящие к частичной потере контроля над мышцами этой ноги. Позже в том же году ей потребовалось хирургическое вмешательство на позвоночнике, и тот факт, что в таком состоянии она в целом могла передвигаться, не говоря уже о выступлении на Олимпиаде, вызывал сильное удивление у врачей.
На чемпионате мира 1948 года в Давосе Кэрол по-прежнему беспокоила травма спины, и в итоге фигуристам снова не удалось попасть в число призёров — они завершили первенство на 4-й позиции. Однако, как отмечает историк фигурного катания Джеймс Р. Хайнс, на соревновании имели место неоднозначные решения судей, вызывавшие вопросы: венгерский и французский судьи поставили Питера и Кэрол на 2-е место, а швейцарский судья — на 9-е, при этом все медалисты, представлявшие три страны, получили стабильные оценки от большинства судей. После этого случая в 1949 году было принято правило, обязывающее судей требовать немедленного разъяснения, если оценки конкретного судьи существенно расходились с оценками остальных членов судейской бригады. По словам Хайнса, принятие этого положения стало важным этапом на пути к созданию официальных процедур оценивания работы судей.
В 1949 году паре впервые удалось одержать победу на чемпионате Северной Америки, а мировое первенство того же года они завершили с серебряной медалью, уступив венграм Андреа Кекешши и Эде Кирай. В 1950 году, после того как все прежние медалисты ушли из спорта, Питер и Кэрол Кеннеди стали первыми фигуристами из США, завоевавшими титул чемпионов мира в парном разряде, несмотря на то, что достижения американцев в фигурном катании после Второй мировой войны приходились на одиночную дисциплину. Следующую золотую медаль в парной дисциплине американские фигуристы завоевали через 29 лет, когда Тай Бабилония и Рэнди Гарднер одержали победу на чемпионате мира 1979 года.
В 1951 году впервые после Второй мировой войны на международную арену вернулись немецкие фигуристы. На мировом первенстве того же года победителем стала ведущая немецкая пара Риа Баран-Фальк / Пауль Фальк, перед этим одержавшая победу на чемпионате Европы. Они превзошли Питера и Кэрол, не позволив действующим чемпионам мира защитить свой титул. Тем не менее, в том же году паре удалось одержать вторую в своей карьере победу на чемпионате Северной Америки.
На Олимпиаде-1952 пара снова предприняла попытку противостоять немцам, однако и в этот раз потерпела поражение: Питер и Кэрол начали свою программу на очень высокой скорости, и тем самым изначально произвели впечатление на публику, но во второй половине выступления у них возникли трудности, из-за чего по итогам соревнования они завоевали серебряную медаль. В истории американского парного катания это олимпийское серебро стало вторым: Питер и Кэрол Кеннеди повторили успех соотечественников Беатрикс Логран и Шервина Бэджера, добившихся аналогичного результата на Играх 1932 года.
Неделю спустя на чемпионате мира в Париже Питер и Кэрол Кеннеди в третий раз уступили паре Риа Баран-Фальк / Пауль Фальк и завершили соревнование на 2-й позиции. На том же чемпионате произошёл инцидент, где Питер напал на фотокорреспондента. В выпуске газеты The Seattle Daily Times за 28 февраля 1952 года о случившемся сообщалось следующее:

Доктор Майкл Кеннеди из Сиэтла и его сын участвовали в кулачной драке с французским телеоператором сегодня вечером на чемпионате мира по фигурному катанию и были разняты полицией. Инцидент произошёл в тот момент, когда Питер и его сестра Кэрол покинули лёд после исполнения своей программы. Сойдя с катка, Кэрол отошла к борту и села, чтобы перевести дух. Доктор Кеннеди рассказал, что попросил оператора не снимать её, так как она плакала, но снимок всё же был сделан. В завязавшейся потасовке были сломаны очки доктора, а оператор получил кровотечение из носа. В ситуацию вмешалась полиция. Кеннеди спешно покинули Дворец спорта через чёрный ход и были доставлены в гостиницу. Питер и Кэрол не стали дожидаться, чтобы переодеться в свою уличную одежду.
Оригинальный текст (англ.)Dr. Michael Kennedy of Seattle and his son were involved in a fist fight with a French news cameraman tonight at the World Figure Skating Championship and were separated by police. The incident came as Peter and his sister, Karol, had left the ice after finishing their pair-skating routine. As they left the ice, Karol stepped to the side of the rink and sat down to catch her breath. Dr. Kennedy said he asked the photographer not to take her picture because she was crying, but the picture was made anyway. In the melee that followed, the doctor's glasses were broken and the cameraman received a bloody nose. The police stepped in. The Kennedys hurried from the Sports Palace by a rear door and were taken to their hotel. Peter and Karol didn't wait to change to their street clothes.

Несмотря на то, что это была провокация, как отмечает Джеймс Р. Хайнс, Питер Кеннеди всё же был признан виновным, что в итоге привело к его пожизненному отстранению от соревнований Ассоциацией фигурного катания США и Международным союзом конькобежцев. Этот случай и положил конец карьере пары.
По оценке Хайнса, Питер и Кэрол Кеннеди стали воплощением нового американского стиля в парном катании: их скорость и мастерство стали примером для подражания других пар. В 1991 году Питер и Кэрол Кеннеди были введены в Зал славы фигурного катания США.

## Соревновательная и предпринимательская деятельность в горнолыжном спорте
По завершении соревновательной карьеры в фигурном катании Питер Кеннеди занялся горнолыжным спортом. Его физическая подготовка как фигуриста позволила ему без труда перейти от одного вида спорта к другому. Он принял участие в олимпийских отборочных соревнованиях в 1956 году, и ему лишь немного не хватило до попадания в сборную страны. После завершения учёбы и женитьбы Кеннеди несколько лет проработал в банковской сфере. Вскоре он нашёл способ совместить своё новое увлечение с работой, которая бы приносила доход. Кеннеди основал собственную компанию Peter Kennedy Inc., которая занималась усовершенствованием лыжного снаряжения. В журнале Skiing Heritage отмечалось, что она трижды меняла ход развития горнолыжной индустрии. Питер Кеннеди разработал первую лыжную палку из твёрдого алюминиевого сплава, которая могла вытеснить с мирового рынка бамбуковые и стальные палки. Кроме того, он разработал первые в мире лыжи из нержавеющей стали, первые лыжные ботинки с пенным наполнителем, а также внедрил ряд других конструктивных новшеств. В 1964 году компания  участвовала в обеспечении снаряжением олимпийской лыжной сборной США.

## Результаты выступлений
(с К. Кеннеди)
| Соревнования/Сезон          | 1946 | 1947 | 1948 | 1949 | 1950 | 1951 | 1952 |
| --------------------------- | ---- | ---- | ---- | ---- | ---- | ---- | ---- |
| Олимпийские игры            |      |      | 6    |      |      |      | 2    |
| Чемпионаты мира             |      | 2    | 4    | 2    | 1    | 2    | 2    |
| Чемпионаты Северной Америки |      | 3    |      | 1    |      | 1    |      |
| Чемпионаты США              | 2    | 2    | 1    | 1    | 1    | 1    | 1    |